# Ajat Braguin
Oleksandr Jafízovich Braguin (en ucraniano: Олександр Хафізович Брагін, en ruso: Александр Хафизович Брагин, en tártaro: Александр Хафиз улы Брагин; 26 de febrero de 1953, Stálino — 15 de octubre de 1995, Donetsk), más conocido como Ajat Braguin o Akhat Bragin, fue un empresario ucraniano de origen tártaro. Fue una importante figura de la mafia de la Cuenca del Dombás y presidente del Shajtar Donetsk hasta su fallecimiento, cuando fue asesinado en el propio estadio del equipo.

## Biografía
Ajat Braguin (también conocido por el apodo de Álik «el Griego») nació en 1953 en el seno de una familia tártara en las afueras de Stálino (actualmente Donetsk) cerca del aeropuerto, en el antiguo raión de Kúibishev, en la República Socialista Soviética de Ucrania. Antes de convertirse en empresario y presidente del Shajtar Donetsk, Braguin era carnicero en un mercado local en el raión de Oktiabrski.
Durante los años de la Perestroika participó en la iniciativa empresarial junto a un grupo de personas de ideas afines (Sorbs, Morózov, Bogdánov) en operaciones en el mercado de divisas y juegos. Braguin, gracias a la ayuda de Shamil Ivankov, consiguió un trabajo como director de la tienda número 41 de Donetsk. Esta tienda era parte del conglomerado local Ukrtekstiltorg, dirigido por Shamil.
A principios de 1990, supervisó importantes intereses financieros y empresariales en Donetsk que lo llevaron a adquirir el principal club de la ciudad, el Shajtar, equipo aún modesto del fútbol soviético y ucraniano.
El primer intento de matar a Braguin tuvo lugar el 19 de marzo de 1994 en el asentamiento de Pisky (la ciudad natal de Braguin). Pisky es un asentamiento rural del Raión de Yasynuvata, justo al oeste del Aeropuerto Internacional de Donetsk. Un grupo de mafiosos de la banda de Ryabin-Kúshnir abrió fuego contra el palomar de Braguin. Sorprendentemente, Ajat Braguin sobrevivió al tiroteo.
Ajat Braguin murió el domingo 15 de octubre de 1995 en el estadio Shajtar en Donetsk, durante la celebración de un partido de liga, debido a la explosión de un dispositivo controlado por radio de gran alcance. En el atentado se utilizaron alrededor de 11,5 kg de explosivos. El cuerpo de Braguin fue identificado por el reloj Rolex que llevaba. Junto a Braguin murió trágicamente su guardaespaldas jefe, Víktor, que había servido previamente como coronel de la KGB. La investigación sobre su muerte llevó a la confesión de un mafioso rival y a la detención y encarcelamiento del expolicía Viacheslav Synenko a cadena perpetua.
Después de este evento, el nuevo presidente del Shajtar Donetsk fue Rinat Ajmétov, amigo de la infancia de Ajat Braguin. En honor de Braguin, la mezquita de Donetsk se llama Ahat Jamí.